# Lenzites betulina
Lenzites betulina (L.) Fr. è una specie di funghi.

## Descrizione della specie

### Corpo fruttifero
Sessile, duro o coriaceo, a forma di mensola a ventaglio o semicircolare; superficie irregolare, solcata concentricamente e zonata, biancastra, grigia o bruna, ricoperta da fine peluria a sfumatura verdastra.

### Lamelle
Fitte, coriacee, biforcate, anastomizzate vicino al margine, di colore giallo-paglierino o grigiastre.

### Carne
Bianca, dura, coriacea, cotonosa.

### Spore
4-6 x 1,5-2,0 µm, lisce, ialine, cilindriche o subcilindriche, bianche in massa.

## Habitat
Cresce su legno vivo o morto di latifoglie, in tutto l'anno.

## Commestibilità
Non commestibile, perché a carne legnosa.

## Specie simili
- Stereum hirsutum
- Trametes hirsuta
- Trametes versicolor

## Etimologia
Dal latino betulinus = della betulla, per il suo habitat preferenziale.

## Sinonimi e binomi obsoleti
Moltissimi i sinonimi inerenti a questa specie, come qui di seguito riportato.
- Agaricus betulinus L., Species Plantarum: 1176 (1753)
- Agaricus coriaceus Bull., Herbier de la France: pl. 537 (1792)
- Agaricus coriaceus sensu auct.; fide Checklist of Basidiomycota of Great Britain and Ireland (2005)
- Agaricus flaccidus Bull., Hist. Champ. France (Paris) (1788)
- Agaricus hirsutus Schaeff., Fungorum qui in Bavaria et Palatinatu circa Ratisbonam nascuntur: 33 (1774)
- Agaricus hirsutus Schaeff., Fungorum qui in Bavaria et Palatinatu circa Ratisbonam nascuntur 4: 33 (1774)
- Agaricus tomentosus Lam., Fl. Crypt. France, Edn 1: 118 (1778)
- Apus coriaceus (Bull.) Gray, A Natural Arrangement of British Plants (London) 1: 617 (1821)
- Cellularia betulina (L.) Kuntze, Revis. gen. pl. (Leipzig) 3: 451 (1898)
- Cellularia cinnamomea (Fr.) Kuntze, Revis. gen. pl. (Leipzig) 3: 452 (1898)
- Cellularia flaccida (Bull.) Kuntze, Revis. gen. pl. (Leipzig) 3: 452 (1898)
- Cellularia hirsuta (Schaeff.) Kuntze, Revis. gen. pl. (Leipzig) 3: 451 (1898)
- Cellularia interrupta (Fr.) Kuntze, Revis. gen. pl. (Leipzig) 3: 452 (1898)
- Cellularia junghuhnii (Lév.) Kuntze, Revis. gen. pl. (Leipzig) 3: 452 (1898)
- Cellularia pinastri (Kalchbr.) Kuntze, Revis. gen. pl. (Leipzig) 3: 452 (1898)
- Cellularia sorbina (P. Karst.) Kuntze, Revis. gen. pl. (Leipzig) 3: 452 (1898)
- Cellularia umbrina (Fr.) Kuntze, Revis. gen. pl. (Leipzig) 3: 452 (1898)
- Daedalea betulina (L.) Rebent., Systema mycologicum (Lundae) 1: 333 (1821)
- Daedalea cinnamomea (Fr.) E.H.L. Krause, Basidiomycetum Rostochiensium: 55 (1928)
- Daedalea flaccida (Bull.) E.H.L. Krause, Basidiomycetum Rostochiensium: 55 (1928)
- Daedalea interrupta Fr., Elench. fung. (Greifswald) 1: 67 (1828)
- Daedalea variegata Fr., Observationes mycologicae (Kjøbenhavn) 2: 240 (1818)
- Gloeophyllum cinnamomeum (Fr.) P. Karst., Bidr. Känn. Finl. Nat. Folk 37: 80 (1882)
- Gloeophyllum hirsutum (Schaeff.) Murrill, J. Mycol. 9(2): 94 (1903)
- Lenzites berkeleyi Lév., Annls Sci. Nat., Bot., sér. 5: 122 (1846)
- Lenzites betulina f. flaccida (Fr.) Bres., Hedwigia 53: 50 (1912)
- Lenzites betulina f. variegata (Fr.) Donk, Meded. Bot. Mus. Herb. Rijks Univ. Utrecht 9: 200 (1933)
- Lenzites betulina subsp. flaccida (Bull.) Bourdot & Galzin, Bull. trimest. Soc. mycol. Fr. 41: 156 (1925)
- Lenzites betulina subsp. variegata (Fr.) Bourdot & Galzin, Bull. trimest. Soc. mycol. Fr. 41: 156 (1925)
- Lenzites betulina var. berkeleyi (Lév.) Rick, Iheringia, Série Botânica 8: 374 (1961)
- Lenzites betuliniformis Murrill, North American Flora (New York) 9(2): 128 (1908)
- Lenzites cinnamomea Fr., Nova Acta R. Soc. Scient. upsal. 1: 45 (1851)
- Lenzites connata Lázaro Ibiza, Revta R. Acad. Cienc. exact. fis. nat. Madr. 14: 850 (1916)
- Lenzites cyclogramma Pat., Bull. trimest. Soc. mycol. Fr. 23: 73 (1907)
- Lenzites flaccida (Bull.) Fr., Epicrisis systematis mycologici (Uppsala): 406 (1838)
- Lenzites flaccida var. nitens Speg., Fungi Fuegiani 11: 408 (1889)
- Lenzites flaccida var. variegata (Fr.) anon.
- Lenzites hispida Lázaro Ibiza, Revta R. Acad. Cienc. exact. fis. nat. Madr. 14: 847 (1916)
- Lenzites isabellina Lloyd, Mycol. Writ. 7: 1156 (1922)
- Lenzites junghuhnii Lév., Annls Sci. Nat., Bot., sér. 2: 180 (1844)
- Lenzites ochracea Lloyd, Mycol. Writ. 7: 1106 (1922)
- Lenzites pertenuis Lloyd, Mycol. Writ. 7: 1106 (1922)
- Lenzites pinastri Kalchbr., Hymenomycetes europaei: 495 (1874)
- Lenzites sorbina P. Karst., Acta Soc. Fauna Flora fenn. 2(1): 15 (1881)
- Lenzites subbetulina Murrill, Bulletin of the New York Botanical Garden 8: 153 (1912)
- Lenzites umbrina Fr., Epicrisis systematis mycologici (Uppsala): 405 (1838)
- Lenzites variegata (Fr.) Fr., Epicrisis systematis mycologici (Uppsala): 406 (1838)
- Merulius betulinus (L.) Wulfen, Collnea bot. 1: 338 (1786)
- Sesia hirsuta (Schaeff.) Murrill, J. Mycol. 9(2): 88 (1903)